# Front d'Alliberament Nacional de Còrsega
Front d'Alliberament Nacional de Còrsega (cors Fronte di Liberazione Naziunale di Corsica, FLNC) és un grup armat que es proclama nacionalista cors i que exigeix la independència total de Còrsega. Les seves sigles són un homenatge al Front d'Alliberament Nacional algerià.

## Naixement
El FLNC fou creat el 4 de maig del 1976, després d'una nuit bleue (incendis i estralls), de la unió dels grups anteriors Frontu paesanu corsu di liberazione (FPCL) fundat el maig del 1968, Partitu corsu pà u sucialismu (PCS) d'inspiració marxista fundat en febrer del 1974 i Ghjustizia Paolina (GP) aparegut en març de 1974. L'endemà van donar una roda de premsa clandestina al Convent de Sant Antoni de Casabianca, el mateix lloc on Pasquale Paoli va proclamar la independència de la República de Còrsega el 14 de juliol de 1755. Aspirava a una coalició interclassista unida pel dret a l'autodeterminació i el pas del complex turístic a mans corses. Adoptà el marxisme-leninisme i aspiren a la completa independència de Còrsega, si cal amb l'ús de la propaganda armada i finançant-se amb l'anomenat impost revolucionari. Els seus objectius es poden resumir en:
- Reconeixement dels drets del poble cors.
- Destrucció dels instruments del colonialisme francès.
- Instauració d'un poder nacional cors popular i democràtic.
- Reforma agrària.
- Independència per a Còrsega.

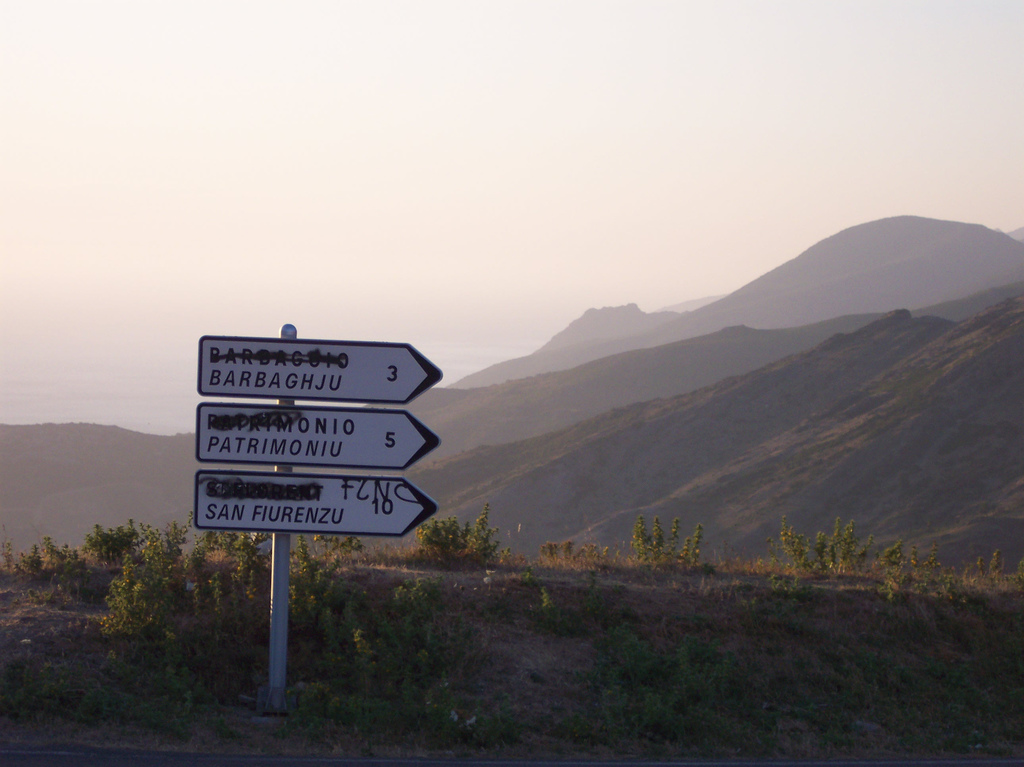
Cartell de carretera a l'Alta Còrsega

El seu primer cap fou l'exlegionari Ghjuvan-Paolo Roesch fins a la seva detenció el 1979. Editen el diari U Rebellu (El rebel) i popularitzaran el lema A Populu fattu bisogna à marchja. Paral·lelament, crearen A Riscossa, comitè de suport als presos del grup, i l'organització femenina Donne Corse. També disposaven d'un codi amb els periodistes locals per autentificar els resultats i per advertir les víctimes del torn de pagar l'impost revolucionari.

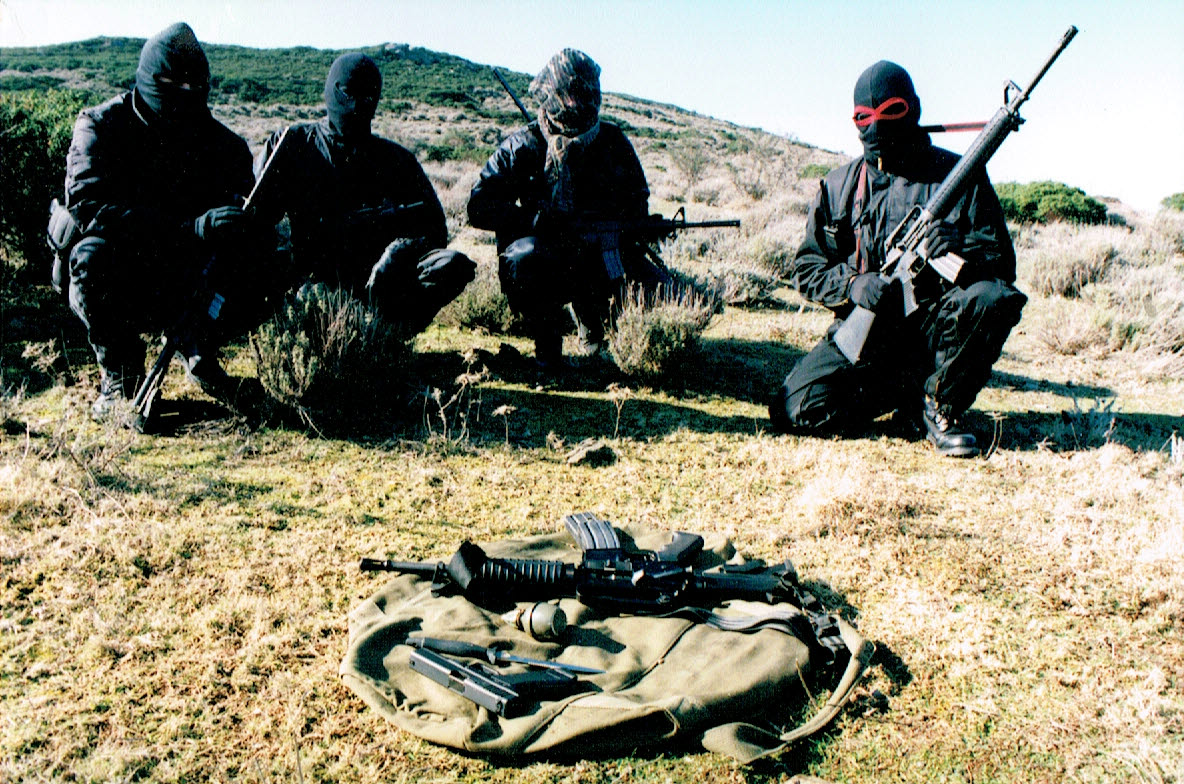
Militants del FLNC

El setembre del 1976 volà un Boeing 707 estacionat a la pista de l'aeroport de Campo de l'Oro després d'una manifestació en que ocuparen la pista central de l'aeroport. El 1978 va fer 378 plasticatges, però cap d'ells causà ferits, principalment a les residències d'estiu dels terratinents, com l'espectacular mansió del segle xix del Castell de Fornali. Però en total es van fer 480 atemptats tant del FLNC com de FRANCIA. Convidaren a la premsa a sopar al castell minuts abans de la destrucció. També posaren bombes al repetidor de televisió de Bastia i a l'edifici del Club Mediterranée. El gener del 1978 van atemptar contra la base aèria de l'OTAN a Solenzara, per tal d'atacar "l'imperialisme occidental que oprimeix els pobles lliures i als estats progressistes de la Mediterrània", ja que servia com a base d'agressió contra l'OAP, al FROLINAT i al Polisario. D'aquesta manera, el 1979 augmentaren l'aliniament internacional amb el tercer món i posaren 329 bombes, a edificis oficials parisencs (Ministeri de Finances, Palau de Justícia) i a bancs tant parisencs com de l'illa, ja que eren considerats com a pilars de la colonització.

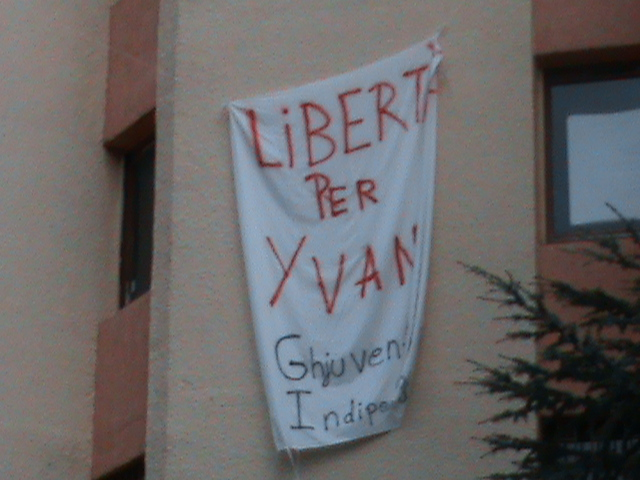
Casrtell demanant la llibertat d'Yvan Colonna

## Expansió del grup
A finals del 1980 havien estat jutjats 119 militants corsos, dels quals 52 restarien en llibertat provisional, 27 reberen condemnes de presó llargues, i 34 restaven encara a la presó pendents de judici. Però les condemnes a presó imposades a París no van minvar la violència del grup tant a Còrsega com a Niça. El 1980 van segrestar i van posar 463 bombes, entre elles a l'Hôtel de Ville de París.
El 2 d'abril del 1981 el FLNC provocà l'explosió d'un artefacte a un avió a l'aeroport d'Ajaccio 10 minuts després de l'aterratge de l'avió del president francès Valéry Giscard d'Estaing, tot provocant un mort i vuit ferits; poc després decretaren una treva unilateral i iniciaren un diàleg, a l'espera dels resultats de les noves eleccions presidencials, ja que François Mittérrand havia promès amnistia per als presos corsos. Alhora, decidiren potenciar l'acció política de masses, amb la creació tant de la Cuncolta di i Cumitati Naziunalisti (CCN) considerat el braç polític del FLNC, de caràcter assembleari com a expressió dels moviments nacionalistes de base i que reivindica la independència; el Sindicatu i Travagliadori Corsi (STC), que aquell any obté el 17% dels vots a les eleccions sindicals corses (el segon sindicat més votat a l'illa) i tindrà certa força en els sectors turístic i comercial, i l'Assoziu di I Parenti Corsi, que obtingueren 10 representants als consells escolars el 1984 i passarien a 140 el 1988.
El 4 d'agost de 1981 Mittérrand decretà una amnistia parcial per a cent presos corsos, que repetirà el 12 de març del 1982. Alhora, es redactarà i aprovarà un estatut particular per a Còrsega. El 21 d'agost del 1982 el FLNC dona per acabada la treva i comet un total de 800 atemptats en el que resta d'any, un d'ells, el 31 de desembre, l'ametrallament del veterinari francès de Corte Jean-Paul Lafay, molt antinacionalista que es nega a pagar l'"impost revolucionari". El 1983 provocarà 300 atemptats, i seran detinguts 145 militants el 1983 i 219 més el 1984. El 17 de juny del 1983 desaparegué el nacionalista Guidu Orsoni, un dels dirigents del FLNC a Porto Vecchio, i n'acusaren les forces parapolicials. El 9 d'agost uns 2.000 nacionalistes li reteren homenatge en una mena d'enterrament a Vero, amb membres del FLNC encaputxats que dispararen salves, mentre el FLNC executava a Mimco el 13 de setembre al representant francès a l'Alta Còrsega, Pierre-Jean Massimi.
El gener del 1984 un militant del FLNC, Stefanu Cardi, morí en esclatar-li la bomba que manipulava, i durant el seu enterrament es van viure forts moments de tensió entre policies i nacionalistes que volien retre-li honors militars, i poc després un comando del FLNC dirigit per Pantaleon Alessandri penetrà a la presó d'Ajaccio i assassinà dos dels detinguts per la mort d'Orsoni, J.M. Leccia i Salvatore Contini. El 1985 va cometre 392 atemptats i 522 el 1986. El 16 de juny del 1987 van reivindicar l'assassinat de l'antinacionalista J. P. Lafay, tot i que després es van desdir.

## La Primera Assemblea de 1988
El gener del 1988 celebrà la seva I Assemblea, en la qual denunciava els criteris d'inscripció electoral1 i exigeix mesures contra el clanisme i el caciquisme, repetir les eleccions, llibertat per als presos, la retirada de les forces repressives i es pronuncien per una societat de caràcter socialista i sexualment igualatària (encara que tots els militants coneguts són homes). Aquests punts foren exposats en una roda de premsa el 8 de març. Alhora mataren un gendarme a Ajaccio, i el 22 d'abril un cotxe bomba contra una furgoneta policial provocà cinc ferits. El 31 de maig oferirien, però, un nou alto el foc. A Riscossa afirmava que el 1988 havia 50 presos polítics corsos en 15 presons fora de l'illa, d'ells el 70% en presons d'alta seguretat, aïllats i amb la prohibició d'escriure o rebre correspondència en cors, de relacionar-se amb els altres presos, traslladats de centre cada quatre mesos, i sotmesos a mals tractes i vexacions.
A finals del 1988 es va celebrar una trobada secreta entre el ministre d'interior Pierre Joxe i dirigents del FLNC en què s'acordà que a canvi d'una treva indefinida es dictaria una amnistia per als presos de l'organització. Així, el 4 de gener del 1989 el FLNC treu un comunicat on afirma mantenir la treva i que només la voluntat política clarament expressada i aplicada podrà resoldre la qüestió corsa. El 6 de febrer foren alliberats Carlo Pieri, un dels responsables militars del grup, i tres militants més. Tanmateix, durant el 1989 el FLNC realitzaria 21 atemptats, i pel setembre un dels membres de l'organització, Petru Peqquoli, funda el grup dissident Accolta Naziunale Corsa (ANC), que es fa fortaal Nord, de la qual es formaria un nou grup armat dissident, Resistenza.

## Escissions i extensió de la violència
L'escissió entre A Cuncolta Naziunalista (ACN) i el Moviment per l'Autodeterminació (MPA) l'octubre de 1990 provocà també una escissió en el grup. Els seguidors de l'ACN s'anomenaria FLNC-Canal Històric i els del MPA FLNC-Canal Habitual, que durant molts anys s'enfrontarien entre ells. El 1991 es calculava que el FLNC havia comès més de 6.000 atemptats des de la seva aparició.

## Desaparició
El 25 de juny de 2014 el FLNC va anunciar l'abandonament de la lluita armada a través d'un comunicat i afirmava que era el moment d'iniciar la "construcció d'una força política per governar Còrsega i conduir-la cap a la independència".